# Margherita di Lorena
Margherita di Lorena (Nancy, 22 luglio 1615 – Parigi, 13 aprile 1672) fu principessa di Lorena per nascita e duchessa d'Orléans in virtù del suo matrimonio con Gastone di Francia, fratello minore del re di Francia Luigi XIII. Dopo il loro matrimonio, Margherita e Gastone ebbero cinque figli. Fu la matrigna di Anna Maria Luisa d'Orléans, detta La Grande Mademoiselle.

## Biografia

### Infanzia
Margherita nacque a Nancy, in Lorena, da Francesco II, duca di Lorena e dalla contessa Cristina di Salm. Penultima di sei figli, crebbe a Nancy, che era la capitale del ducato di suo padre. Dopo aver perso sua madre nel 1627, fu allevata da sua zia Caterina di Lorena, badessa di Remiremont. Due dei suoi fratelli maggiori, Carlo e Nicola, furono i successivi duchi di Lorena.

### Matrimonio
Mentre si rifugiava dall'ira del primo ministro francese, il cardinale Richelieu, Gastone, duca d'Orléans, fratello minore ed erede presuntivo di Luigi XIII di Francia, si innamorò a prima vista di Margherita. Poiché la Francia e la Lorena erano allora nemiche, fu negato a Gastone d'Orléans il permesso reale di sposarsi con una sorella di un suo duca, Carlo III. Tuttavia Gastone fuggì nuovamente in Lorena e, in una cerimonia segreta, alla presenza della sua famiglia, a Nancy, durante la notte del 2-3 gennaio 1632, Gastone prese la principessa Margherita come sua moglie. Poiché egli non aveva ottenuto l'esplicita autorizzazione di suo fratello maggiore - uno dei suoi molti atti di sfida - la coppia non poteva apparire pubblicamente alla corte francese ed il matrimonio fu tenuto segreto.
Nel novembre di quell'anno il Duca di Montmorency, sulla strada per il patibolo, tradì il suo ex co-cospiratore, Monsieur Gastone, rivelando al re e a Richelieu la fuga d'amore. Il re fece dichiarare nullo il matrimonio di suo fratello dal Parlamento di Parigi, nel settembre 1634. Nonostante la protesta del Papa, l'Assemblea del clero francese confermò l'annullamento nel settembre 1635, sulla base del fatto che un prince du sang, in particolare un erede al trono, non poteva contrarre matrimonio senza il permesso del re, coerentemente con la sovranità e l'usanza francese. Sebbene Margherita e Gastone avessero ricelebrato il loro matrimonio, l'arcivescovo di Malines, un emissario francese, convinse il Papa a non protestare pubblicamente la questione, e Gastone accettò formalmente la nullità del suo matrimonio. Fu solo sul letto di morte, nel maggio 1643, che Luigi XIII accolse le richieste del fratello di perdono e autorizzò il suo matrimonio con Margherita, dopo di che la coppia si sposò per la terza volta, nel luglio 1643, e il duca e la duchessa di Orléans furono finalmente ricevuti a corte e cominciarono a generare prole legittima.
Per diritto di matrimonio, Margherita fu chiamata Madame a corte. Dopo la morte di sua madre, nel 1642, a Gastone fu lasciato in eredità il Palazzo del Lussemburgo, che diventò la residenza parigina della coppia e assunse il nome di Palais d'Orléans quando Gastone e Margherita furono reintegrati nel favore reale. Soggiornavano anche al castello di Blois, nella valle della Loira, dove il loro primo figlio nacque nel 1645.

### Vedovanza e morte
Il marito di Margherita, che aveva svolto un ruolo importante nella Fronda contro suo nipote, il giovane re Luigi XIV (così come la sua figliastra Anne Marie Louise d'Orléans, La Grande Mademoiselle), fu esiliato nel suo castello di Blois, dove morì nel 1660. 
Qualche tempo dopo la morte del marito, Luigi XIV diede il ducato d'Orléans a suo fratello (e nipote di Gastone), Filippo di Francia, che diventò il nuovo Monsieur. Come "Duchessa Vedova d'Orléans", Margherita continuò a risiedere nel Palais d'Orléans, dove morì il 13 aprile 1672. Fu sepolta nella basilica di Saint Denis.

## Discendenza
Margherita e Gastone d'Orléans ebbero cinque figli, di cui un solo maschio, morto infante:
- Margherita Luisa d'Orléans (28 luglio 1645 – 17 settembre 1721), sposò Cosimo III de' Medici, granduca di Toscana;
- Elisabetta Margherita d'Orléans (26 dicembre 1646 – 17 marzo 1696), sposò Luigi Giuseppe, duca di Guisa;
- Francesca Maddalena d'Orléans (13 ottobre 1648 – 14 gennaio 1664), sposò Carlo Emanuele II, duca di Savoia;
- Gian Gastone, duca di Valois (17 agosto 1650 – 10 agosto 1652);
- Maria Anna d'Orléans (9 novembre 1652 – 17 agosto 1656).

## Ascendenza
|                        |   |                               | Genitori                          |  |  | Nonni |  |  | Bisnonni              |  |  | Trisnonni         |  |
|                        |   |                               |                                   |  |  |       |  |  | Francesco I di Lorena |  |  | Antonio di Lorena |  |
|                        |   |                               |                                   |  |  |       |  |  | Francesco I di Lorena |  |  | Antonio di Lorena |  |
|                        |   | Renata di Borbone-Montpensier |                                   |  |  |       |  |  | Francesco I di Lorena |  |  |                   |  |
| Carlo III di Lorena    |   |                               |                                   |  |  |       |  |  | Francesco I di Lorena |  |  |                   |  |
|                        |   | Cristina di Danimarca         | Cristiano II di Danimarca         |  |  |       |  |  |                       |  |  |                   |  |
|                        |   | Cristina di Danimarca         | Cristiano II di Danimarca         |  |  |       |  |  |                       |  |  |                   |  |
|                        |   | Cristina di Danimarca         | Isabella d'Asburgo                |  |  |       |  |  |                       |  |  |                   |  |
| Francesco II di Lorena |   | Cristina di Danimarca         |                                   |  |  |       |  |  |                       |  |  |                   |  |
|                        |   | Enrico II di Francia          | Francesco I di Francia            |  |  |       |  |  |                       |  |  |                   |  |
|                        |   | Enrico II di Francia          | Francesco I di Francia            |  |  |       |  |  |                       |  |  |                   |  |
|                        |   | Enrico II di Francia          | Claudia di Francia                |  |  |       |  |  |                       |  |  |                   |  |
| Claudia di Valois      |   | Enrico II di Francia          |                                   |  |  |       |  |  |                       |  |  |                   |  |
|                        |   | Caterina de' Medici           | Lorenzo de' Medici duca di Urbino |  |  |       |  |  |                       |  |  |                   |  |
|                        |   | Caterina de' Medici           | Lorenzo de' Medici duca di Urbino |  |  |       |  |  |                       |  |  |                   |  |
|                        |   | Caterina de' Medici           | Maddalena de La Tour d'Auvergne   |  |  |       |  |  |                       |  |  |                   |  |
| Margherita di Lorena   |   | Caterina de' Medici           |                                   |  |  |       |  |  |                       |  |  |                   |  |
|                        | … | …                             |                                   |  |  |       |  |  |                       |  |  |                   |  |
|                        | … | …                             |                                   |  |  |       |  |  |                       |  |  |                   |  |
|                        | … | …                             |                                   |  |  |       |  |  |                       |  |  |                   |  |
| Paolo di Salm          | … |                               |                                   |  |  |       |  |  |                       |  |  |                   |  |
|                        |   | …                             | …                                 |  |  |       |  |  |                       |  |  |                   |  |
|                        |   | …                             | …                                 |  |  |       |  |  |                       |  |  |                   |  |
|                        |   | …                             | …                                 |  |  |       |  |  |                       |  |  |                   |  |
| Cristina di Salm       |   | …                             |                                   |  |  |       |  |  |                       |  |  |                   |  |
|                        |   | …                             | …                                 |  |  |       |  |  |                       |  |  |                   |  |
|                        |   | …                             | …                                 |  |  |       |  |  |                       |  |  |                   |  |
|                        |   | …                             | …                                 |  |  |       |  |  |                       |  |  |                   |  |
| Maria Le Veneur        |   | …                             |                                   |  |  |       |  |  |                       |  |  |                   |  |
|                        |   | …                             | …                                 |  |  |       |  |  |                       |  |  |                   |  |
|                        |   | …                             | …                                 |  |  |       |  |  |                       |  |  |                   |  |
|                        |   | …                             | …                                 |  |  |       |  |  |                       |  |  |                   |  |
|                        |   | …                             |                                   |  |  |       |  |  |                       |  |  |                   |  |

## Titoli e trattamento
- 22 luglio 1615 – 3 gennaio 1632: Sua Altezza, la principessa Margherita di Lorena
- 3 gennaio 1632 – 13 aprile 1672: Sua Altezza Reale Madame, la Duchessa d'Orléans